# Косміна-де-Сус
Косміна-де-Сус (рум. Cosmina de Sus) — село у повіті Прахова в Румунії. Входить до складу комуни Космінеле.
Село розташоване на відстані 83 км на північ від Бухареста, 27 км на північ від Плоєшті, 58 км на південний схід від Брашова.

## Населення
За даними перепису населення 2002 року у селі проживали 484 особи, усі — румуни. Усі жителі села рідною мовою назвали румунську.